# Burn (Usher)
Burn è una canzone R&B scritta dal cantante statunitense Usher, e prodotta da Jermaine Dupri e Bryan-Michael Cox per il quarto album di Usher Confessions del 2004.

## Il brano
Originariamente pianificata come primo singolo di Confessions, Burn viene lanciata sul mercato come secondo singolo dopo l'incredibile successo di Yeah! nel luglio 2004. Il singolo riscontra un responso altrettanto favorevole, giungendo in vetta a diverse classifiche in tutto il mondo, inclusa la prestigiosa Billboard Hot 100.

## Il video
Il video di Burn è stato diretto da Jake Nava, e girato nella casa ad Hollywood che era stata di Frank Sinatra. Il video, seguendo il testo del brano, racconta di un amore finito che però continua a far avere memorie intense al cantante. Nel video il ruolo della fidanzata di Usher è interpretato dalla modella Jessica Clark.

## Tracce
1. Burn (Radio Mix) - 4:16
2. Burn (Axwell Radio Edit) - 3:33
3. Burn (Full Phatt Radio Mix) - 3:28
4. Burn (Video)

## Classifiche
| Classifica (2004) | Posizione più alta |
| ----------------- | ------------------ |
| Australia         | 2                  |
| Austria           | 19                 |
| Belgio            | 18                 |
| Danimarca         | 10                 |
| Paesi Bassi       | 9                  |
| Francia           | 29                 |
| Germania          | 11                 |
| Irlanda           | 2                  |
| Italia            | 22                 |

| Classifica(2004)                      | Posizione più alta |
| ------------------------------------- | ------------------ |
| Nuova Zelanda                         | 1                  |
| Norvegia                              | 10                 |
| Svezia                                | 18                 |
| Svizzera                              | 10                 |
| Regno Unito                           | 1                  |
| U.S. Billboard Hot 100                | 1                  |
| U.S. Hot R&B/Hip-Hop Singles & Tracks | 1                  |